# SK Samtredia
SK Samtredia (gruz. სკ სამტრედია) – gruziński klub piłkarski z siedzibą w Samtredia.

## Historia
Chronologia nazw:
- 1936—1991: Sanawardo Samtredia
- 1991—1992: SK Samtredia
- 1992—1993: Lokomotiwi Samtredia
- 1993—1997: SK Samtredia
- 1997—1998: Dżuba Samtredia
- 1998—2001: Iberia Samtredia
- 2001—2002: Lokomotiwi Samtredia
- 2002—2004: SK Samtredia
- 2004—2006: Lokomotiwi Samtredia
- 2006—...: SK Samtredia

Klub został założony w 1936 jako Sanawardo Samtredia. Na początku grał w rozgrywkach lokalnych. W 1973 debiutował w Wtoroj Lidze Mistrzostw ZSRR, w której występował do 1989.
W 1990 debiutował w pierwszych rozgrywkach o Mistrzostwo niepodległej Gruzji. W 1991 zmienił nazwę na SK Samtredia. Klub nazywał się też Lokomotiwi Samtredia, Dżuba Samtredia i Iberia Samtredia. W sezonie 1996/97 zajął spadkowe 14 miejsce i sezon grał w Pirweli Liga, po czym powrócił do Umaglesi Liga. W sezonie 2000/01 zajął ostatnie 12 miejsce i spadł do Pirweli Liga.

## Sukcesy
- Wtoraja Liga ZSRR:

3 miejsce: 1980 (turniej finałowy), 1987 (turniej finałowy)
- Puchar ZSRR:

1/32 finału: 1988/89
- Mistrzostwa Gruzji:

mistrz: 2016
- Puchar Gruzji:

półfinalista: 1995/96
- Superpuchar Gruzji:

zwycięzca: 2017

## Europejskie puchary
Legenda do wszystkich tabel:
- Q – runda eliminacyjna, 1/16, 1/8, 1/4, 1/2 – odpowiednia faza rozgrywek, Grupa – runda grupowa, 1r gr – pierwsza runda grupowa, 2r gr – druga runda grupowa, F – finał, R – runda, PO – play-off
- k. – rzuty karne, los. – losowanie, Dogr. – dogrywka, w. – zasada bramek strzelonych na wyjeździe

| Sezon   | Rozgrywki     | Runda | Klub           | Dom | Wyjazd | Ogólnie |
| ------- | ------------- | ----- | -------------- | --- | ------ | ------- |
| 1995/96 | Puchar UEFA   | 1R    | Wardar Skopje  | 0–2 | 0–1    | 0–3     |
| 2016/17 | Liga Europy   | 1Q    | FK Qəbələ      | 2–1 | 1–5    | 3–6     |
| 2017/18 | Liga Mistrzów | 2Q    | Qarabağ Ağdam  | 0–1 | 0–5    | 0–6     |
| 2018/19 | Liga Europy   | 1Q    | Toboł Kustanaj | 0–1 | 0–2    | 0–3     |